# Mihail Klavgyijevics Tyihonravov
Mihail Klavgyijevics Tyihonravov (cirill betűkkel: Михаил Клавдиевич Тихонравов; Vlagyimir, 1900. július 29. – Moszkva, 1974. március 3.)  szovjet mérnök, rakétatervező, a műszaki tudományok doktora.

## Életpálya
A Zsukovszkij Akadémia elvégzése után 1926-tól 1932-ig a repülőgépiparban dolgozott, több vitorlázó repülőgépet tervezett, épített. Az Oszoaviahim vitorlázórepülő-szekciójában ismerkedett meg Szergej Koroljovval. 1932–1933 között a GIRD (Rakétamozgást Tanulmányozó Csoport) egyik szerkesztő-tervező munkaközösségét vezette. 1933-tól a megalakult RNII-ben (Rakétakutató Intézet) Koroljov irányítása mellett végezhette kutatómunkáját. Tyihonravov tanítványa volt Konsztantyin Petrovics Feoktyisztov űrhajós is.

## Kutatási területei
Nevéhez fűződik az 1933. augusztus 17-én elsőként sikeresen indított szovjet, folyékony hajtóanyagú rakéta, a GIRD–09 kifejlesztése. Továbbfejlesztett rakétája 1935-ben 11 kilométeres magasságot ért el. Irányítása alatt rakéta-repülőgépek kialakításával, a rakétalövedékek találati pontosságának javításával is foglalkozott. Jelentős szerepe volt a szovjet űrprogram megvalósításában. 1956-tól megalakított OKB–1 tervezőirodában az űrhajózással kapcsolatos kérdésekkel foglalkoztak (sorozatban gyártható rakéták, orbitális pályamozgások, indítási kapuk, visszatérési kérdések, stb.) Munkájuk eredménye lett a Szputnyik–3, Luna–1, Luna–3, Luna–4 és a korai Vénusz- és Mars-szondák.

## Szakmai sikerek
- Több kitüntetés mellett megkapta a Szovjetunió Hőse és a Lenin-rend elismerést.
- Levelező tagja volt a Szovjet Tudományos Akadémiának.
- A Marson krátert neveztek el róla.